# Ithycythara pentagonalis
Ithycythara pentagonalis é uma espécie de gastrópode do gênero Ithycythara, pertencente a família Mangeliidae.